# Stevenia cheiranthoides
Stevenia cheiranthoides là một loài thực vật có hoa trong họ Cải. Loài này được DC. miêu tả khoa học đầu tiên năm 1821.